# كازوكو شيرايشي
كازوكو شيرايشي (باليابانية: 白石かずこ؛ بالكانا: しらいし かずこ) هي مترجمة وكاتِبة وشاعرة يابانية، ولدت في 27 فبراير 1931 في فانكوفر في كندا.

## وصلات خارجية
- كازوكو شيرايشي على موقع ميوزك برينز (الإنجليزية)